# Xitle
El volcán Xitle se ubica al sur de la Ciudad de México, cerca del volcán Ajusco. Es un volcán del tipo cono de ceniza (o cono de escorias), es decir, con forma cónica y base redonda, una altura aproximada de 3100 metros sobre el nivel del mar y una pendiente de entre los 30° y 40°. Catalogado como un volcán monogenético, su única erupción se estima que ocurrió hace aproximadamente 2000 años, lo que lo convierte en uno de los más jóvenes del campo volcánico monogenético Chichinautzin.

## Toponimia
El nombre Xitle significa 'ombligo' en náhuatl.

## Geografía
El volcán El Xitle, se encuentra ubicado al sur de la Ciudad de México, en el kilómetro 12.5 de San Andrés Totoltepec, pertenece a la alcaldía de Tlalpan.
La explosión del volcán Xitle, ubicado en la zona volcánica del Pedregal y la Ciudad Universitaria, provocó cenizas que fueron arrojadas hacia el suroeste de la Cuenca de México. El volcán Xitle tuvo su origen en la ladera que se encuentra ubicada al norte del volcán Ajusco.
El Xitle tiene un diámetro de 250 m con forma de embudo; su cráter, de 50 m de profundidad, está ocupado por grandes cantos desprendidos de sus paredes. Todo el volcán está cubierto de vegetación por esto mismo se confunde por un cerro, está ubicado en las faldas del Ajusco con otro séquito llamado Teutl. Actualmente en este asentamiento circular “pirámide de Cuicuilco”, en el parque ecológico Cuicuilco, se encuentra la Escuela Nacional de Antropología e Historia, que llevan a cabo algunas investigaciones en el lugar.
El Xitle en ocasiones es confundido con un cerro por la gran vegetación que cubre el lugar; pero en realidad, esta amplia concentración rocosa es un poderoso volcán.
Este volcán se encuentra a una altitud de 3,937 metros sobre el nivel del mar. Cuenta con otras bocas: El Cerro Cuatzontle o Conejo, Cerro Malinale, Cerro Olican, Cerro Mezontepec, Cerro de los cerritos, Cerro de las Minas, Cerro Malacatepec, Cerro el vigilante, Cerro Oyameyo, Cerro Mechacatepec, Cerro Pelado, Cerro el Guarda y Cerro Chichinautzin. Actualmente El Xitle, es un sitio de esparcimiento para los amantes del montañismo y el ecoturismo, existen distintas empresas turísticas que ofrecen dentro de sus paquetes, visitas guiadas, donde las cuevas volcánicas son consideradas el principal atractivo: los visitantes podrán conocer las entrañas de la tierra y adentrarse en confines rocosos, llenos de formas y figuras abstractas que vuelan la imaginación del paseante.

## Geología
La Faja Volcánica Transmexicana (TMVB) es una área de orientación encontrado entre el 19 y 20 de latitud, lo cual se prolonga hasta 1000 km desde el Océano Pacífico hasta el Golfo de México. Su raíz está vinculada con la subducción de la placa de Cocos que se encuentra por debajo de la placa Norteamericana. En el volcán Xitle, su escoria basáltica y cono de ceniza se localizan dentro de la Sierra del Chichinautzin que es una área volcánica en la zona a central de la Faja Volcánica Transmexicana.
El SCVF es un altiplano volcánico que tiene una dirección lo cual se prolonga desde la vertiente occidental del Popocatépetl en el este, hasta la parte oriental del valle de Toluca, en el oeste. Este campo volcánico representa el frente volcánico de la Faja Volcánica Transmexicana, esta zona se encuentra en el drenaje continental, que es línea divisoria que separa la cuenca de la Ciudad de México, los valles de Cuernavaca y Cuautla.
Desde entonces, la formación del altiplano volcánico está sellada hacia la cuenca del sur. El altiplano volcánico tiene gran parte de las concentraciones de volcanes en toda la Faja Volcánica Transmexicana, lo cual contiene alrededor de 200 o más conos de cenizas, y escudos de lava intercaladas con sedimentos aluviales que cubren un área de aproximadamente 2500 km² (Bloomeld, 1975; Martín del Pozzo, 1982; Lugo Hubp, 1984).
Es un volcán que entra en la clasificación de cono de escoria y el tipo de vulcanismo es denominado monogenético que se refiere a que solo entró en erupción una sola vez que fue hace aproximadamente 1600 años. Entre las principales consecuencias de esta erupción está la formación del Pedregal de San Ángel, en el sur de la Ciudad de México, así como la zona en la que reside la Ciudad Universitaria. Cuicuilco (del náhuatl: Lugar donde se hacen cantos y danzas), que constituía una de las ciudades-Estado más refinadas de Mesoamérica, fue uno de los lugares que la lava del Xitle cubrió y destrozó por completo.
La erupción del Xitle se desarrolló en una serie de eventos volcánicos que comenzaron con una fisura inicial que expulsó tezontle, formando el cono principal. La lava fluida creó conos secundarios, desde donde se originaron otros derrames de lava, cubriendo afluentes fluviales. Un derrame, proveniente del cono principal, sepultó los afluentes de los ríos Fuentes Brotantes y Peña Pobre. Posteriormente, tres bocas secundarias entraron en actividad: la primera, al noroeste, produjo un extenso derrame que cubrió Cuicuilco, fluyendo por los ríos Peña Pobre, Cuicuilco y Magdalena, creando tubos de lava. La segunda generó un derrame que atravesó los ríos Magdalena y El Rosal, formando los tubos de lava de Los Encinos contribuyendo a la formación del cauce actual del río Magdalena. La tercera, al sureste, produjo un derrame confinado al sur.

## Historia
El Xitle fue un icono natural, mágico y emblemático de la época prehispánica; lugar de desarrollos culturales de trascendencia histórica como la ciudad de Cuicuilco. Ahora es un sitio de esparcimiento ecológico, importante y sumamente representativo de Tlalpan. Este icono volcánico es un sitio sorprendente, de bellos parajes, donde en días despejados, desde la cima, se puede apreciar en todo su esplendor, la Ciudad de México.
Los Aztecas y otras culturas en el Valle de México habían habitado en la zona que está cubierta de lava hoy en día. Cummings creyó que había descubierto el templo con mayor antigüedad en América, así como Cossío (1936) descubrió que se podía encontrar mucho material arqueológico por encima de la lava como dentro de los túneles de la misma. Se hicieron varias investigaciones en donde se revelaron que la pirámide de Cuicuilco se utilizaba como un cementerio. Así también se descubrió que el tamaño de la pirámide se logró sólo después de un original, ya que ésta era de tamaño pequeño, pero se fue incrementando la altura y el diámetro por lo menos por 5 adiciones sucesivas.
En 1956, Palerm junto con Wolf descubrieron pruebas que comprobaban el uso antiguo de arroyos fijos para el riego. También descubrieron dos canales de riego por el Cerro Zacatépetl, lo cual estaban cubiertos por la lava del volcán Xitle.
Martínez del Río (1934) y Noguera (1940) llegaron a la conclusión que el área donde se encontraba la lava, se utilizaba para la caza durante el periodo del Posclásico, como también se realizaron peregrinaciones a la lava, rituales y entierros.
En 1960, Piña Chan (1967) descubrió cerca de Coyoacán, un lugar sobre la lava que contenían piezas de cerámica de estilo Coyotlatelco, lo cual pertenecía al periodo Epiclásico, es decir, tolteca, que corresponde con el paso del tiempo la desaparición de Teotihuacán (800 d. C.). 
Muestras de carbón obtenidas directamente de las cenizas del Xitle (es decir carbón producido por los incendios forestales provocados por la erupción misma) han arrojado edades más jóvenes de 1670 +/- 35 años AP (equivalente al año 280 +/- 35 de nuestra era).
Si el acontecimiento de la lava ocurrió hace aproximadamente dos mil años, según los geólogos Tempest Anderson, de Inglaterra, Karl Wittich de Alemania, y NM Darton del Servicio Geológico de Estados Unidos, entonces la estratificación geológica y cultural de los yacimientos encontrados entre Cuicuilco y la lava, indican el gran lapso entre la creación del templo y la erupción del volcán Xitle y el nacimiento del pedregal. 
Las colecciones limitadas de la cerámica disponibles en ese momento dio a entender que las raíces de Cuicuilco existieron en el año 1000 antes de Cristo. 
Desafortunadamente, todas las excavaciones de Cuicuilco se llevaron a cabo en zonas de construcción, y por lo tanto muchas capas eran a menudo objeto de interpretación variable.
Cuicuilco fue el principal centro de una nueva tradición de cerámica, que fue muy importante en el Valle de México durante este período y se formó en parte de la tradición Teotihuacana.
Muller (1990) examinó los fragmentos de cerámica encontrados durante las excavaciones en Cuicuilco, en donde se llegó a una conclusión de que estas piezas pertenecían al Medio Preclásico 1000-800 a. C. y fue abandonada entre el año 150 a. C.- 100 d. C.
Gran parte de las muestras analizadas no fueron ocasionadas por la erupción del Xitle sino que fueron las herramientas o artefactos de la actividad del ser humano, lo cual se les considera anterior de la erupción del volcán Xitle. Varias muestras fueron originadas por la ignición de la vegetación durante el emplazamiento de la escoria caliente, estos son prueba que estos artefactos tienen una antigüedad más prolongada que la erupción del volcán Xitle.
Esta nueva era se encuentra en el periodo clásico mesoamericano, mientras que los artefactos encontrados pertenecen a la etapa final del preclásico.
La dispersión de los cuicuilcos, y por eso la difusión de la cultura cuicuilca, estos contaban con un complejo de monumentos religiosos que ningún otro asentamiento de la época tenía, a lo largo de todo el centro de México está relacionada, por ejemplo, con revoluciones culturales muy importantes en Teotihuacán, ciudad que se convertiría en el centro cultural y comercial más importante de la Mesoamérica central, en su Período Clásico. Cuicuilco empezó a despoblarse tras una erupción del volcán Xitle ocurrida en el 471 a. C. - 721 a. C., pero no fue totalmente abandonada sino unos cien años después, cuando nuevas erupciones la cubrieron por completo de lava.
De acuerdo con Antonio García Cubas, que seguía una tradición recogida por Fernando de Alva Ixtlilxóchitl, la erupción del Xitle tuvo lugar el día Nahui-Quiahuitl del año Tecpatl, que corresponde el 24 de abril del año 76 de la era cristiana.

## Lugar para visitar
El misticismo que envuelve al volcán El Xitle, es otro de los elementos que hacen del sitio un lugar para visitar. De su conservación ecológica y cultural, dependen la fauna y flora propias de la región, así como tradiciones y costumbres ancestrales.
Justamente, el 3 de mayo se celebra en el volcán El Xitle, la fiesta de la Santa Cruz; algunas personas ancianas cuentan que asistieron a las misas que antes se efectuaban en la cima del volcán para dar gracias por el agua de los manantiales y pedir que nunca se sequen; dicen los pobladores “que de no hacerle su misa al ojo de agua, ésta se agusanaría”. Otro de los motivos es bendecir las cruces para colocar en los cinco lotes donde guardan el maíz.